# Beach City
Beach City es una ciudad ubicada en el condado de Chambers en el estado estadounidense de Texas. En el Censo de 2010 tenía una población de 2.198 habitantes y una densidad poblacional de 189,52 personas por km².

## Geografía
Beach City se encuentra ubicada en las coordenadas 29°44′20″N 94°50′48″O / 29.73889, -94.84667. Según la Oficina del Censo de los Estados Unidos, Beach City tiene una superficie total de 11.6 km², de la cual 11.6 km² corresponden a tierra firme y (0%) 0 km² es agua.

## Demografía
Según el censo de 2010, había 2.198 personas residiendo en Beach City. La densidad de población era de 189,52 hab./km². De los 2.198 habitantes, Beach City estaba compuesto por el 92.27% blancos, el 1.96% eran afroamericanos, el 0.23% eran amerindios, el 0.64% eran asiáticos, el 0.27% eran isleños del Pacífico, el 3.37% eran de otras razas y el 1.27% pertenecían a dos o más razas. Del total de la población el 8.6% eran hispanos o latinos de cualquier raza.